# 계자 (신라)
계자(季子)는 통일신라 제56대 경순왕의 재임시 막내왕자(둘째아들)로 마의태자의 동생이다. 이름은 실전되었으나 승명은 범공(梵空)이라 전한다.

## 개요
사기에 따르면 935년(경순왕 9년) 10월 부왕 경순왕이 고려 왕건과 후백제 견훤 세력에 눌려, 국세가 약하고 고립되어 여러 신하와 함께 고려 태조에게 나라를 양도할 것을 의논하는 자리에서, 경순왕의 계자(季子)는 그의 형인 마의태자와 이순유 등과 함께 불가함을 간언하였다.
태자 말하길 "나라의 존속과 멸망은 반드시 하늘의 운명에 달려 있으니, 다만 충신 의사들과 함께 민심을 수습하여, 우리 자신을 공고히 하고 힘이 다한 뒤에 망할지언정, 어찌 1천 년의 역사를 가진 사직을 하루 아침에 경솔히 남에게 주겠습니까?"라고 하였다.(王子曰 國之存亡必有天命只合與忠臣義士收合民心自固力盡而後已豈冝以一千年社㮨一旦輕以與人)-《삼국사기》
그러나 경순왕은 눈물을 흘리며 그의 손을 잡고 말을 하였다. 또한 양도를 청하는 글을 지어 시랑(侍郞) 김봉휴(金封休)를 고려 태조에게 보내 입조를 요청하였다.
왕 말하길 "고립되고 위태로운 것이 이와 같으니 형세가 보전될 수 없다. 이미 강해질 수 없고 또 이 이상 약해질 수도 없으니, 무고한 백성들만 길에서 참혹하게 죽게 할 뿐이다. 이러한 일을 나는 차마 할 수 없구나.” 하였다.(王曰 孤危若此 勢不能全 旣不能强 又不能弱 至使無辜之民 肝腦塗地 吾所不能忍也)-《삼국사기》
이에 태자와 통곡하며 부왕 경순왕에게 하직 인사를 올리고 길을 떠나, 태자는 개골산(금강산)으로 들어가 바위 아래에 집을 짓고 마의를 입고 초식을 하다 일생을 마쳤다고 하고, 계자(季子)도 처 자식을 버리고 가야산에 들어갔다가, 이후 화엄종에 귀의하여 스님이 되어 법수사와 해인사에 머물면서 도를 닦으며 나라 잃은 서러움을 달랬는데 승명이 범공(梵空)이라 한다.
《동국여지승람》에도 이름이 전하지 않는 또 다른 왕자가 있었는데, 그도 왕에게 항복하지 말 것을 간언하였으나 왕이 듣지 않아서 처자식을 버리고 개골산에 입산(入山)하였다고  한다.

## 후대 평가
천년 사직을 이어온 나라(신라)를 들어 항복하려는 부왕(경순왕)에게 맞서 결사항전을 주장했던 왕자들의 행동은 유교적 가치관에 비추어 끝까지 충절을 지킨 인물로 추앙 받고 있다.
고려 후기 문신이자 학자인 김자수의 《상촌집》과 조선 중기 문인들인 윤증이나 신흠 같은 조선의 유학자들로부터 재조명되었는데, 오운의 《동사찬요》를 비롯해, 안정복은 저서 《동사강목》에서 "고려에 대해 별다른 협박이나 굴욕을 당한 것도 아닌데 항복했다"고 비판하며, "그나마 왕자가 아니었다면 천년 군자의 나라가 결국 남의 비웃음만 잔뜩 사고 말았을 것"이라고 후한 평가를 내리고 있다.
조선 중기 문신 오운은 《동사찬요》에서 왕자가 신라를 고려에 양국 하는 것에 반대하며 입산한 것에 대해 "왕자의 의열은 중국 촉한 멸망시 북지왕 유심과 더불어 일월의 빛을 다툴 만한데, 동방의 문헌에 이름이 전하지 않고 매몰된 것이 애석하다"는 기록을 남겼다.

## 신분에 관한 논란

### 1. 《김은열 묘지명》 논란
경순왕의 넷째 아들이라는 《김은열 묘지명》이 1784년(정조 8) 개성 산 기슭에서 우연히 발견되었는데, 비문에 경순왕이 고려에 항복 후 고려 태조의 딸인 낙랑공주 왕씨 등을 맞이하여 8명의 아들을 두었는데, 그 이름이 「일(鎰), 굉(鍠), 명(鳴), 은열(殷說), 중석(重錫), 건(鍵), 선(鐥), 종(鐘)」이라 한다고 하고, 또 바로 인근에서 발견되었다는 《김굉 묘지석》에는 둘째 아들 김굉(金鍠)과 넷째 아들 김은열(金殷說)은 고려 태조의 외손인 낙랑공주와의 소생으로 고려 조정에서 평장사를 지내고 공(功)이 있어 특별히 장지(葬地)까지 하사해 주었다고 기록되어 있다고 한다.
이후 1785년 후손이라 자처하는 경주 김씨 김사목이 족보를 수보(修普) 하면서 《김은열 묘지명》을 추기하였는데, 이곳서는 아들들 이름을 개명하고 시호를 작호(作號)하는 등 가필을 심하게 하였다. 이후 경주 김씨 일문 족보류에 《김은열 묘지명》을 원용하여 경순왕 여덟 아들의 이름 및 서차가 쓰이기 시작하였으며, 마의태자의 이름을 김일(金鎰)로, 범공을 차자(次子)로 하여 이름을 김굉(金鍠)으로 하고 있다.
《김은열 묘지명》에 나오는 경순왕의 여덟 아들들은 《고려사》 등의 문헌은 물론이고, 그 어떤 금석문 자료에도 찾아볼 수가 없다. 또 생애 및 배위 등도 누락되어 있고 단지 형제 서차만 기술되어 있을 뿐 묘지명 형태도 완전하지가 않다. 따라서 이러한 《묘지명》의 진위 논란은 새로운 검증 자료가 발견되지 않는 한 계속될 전망이다.

### 2. 《범공과 김덕지의 동일성》 논란
삼국사기, 삼국유사에는 경순왕의 왕자로 태자(太子), 계자(季子) 범공(梵空)을 적고 있을 뿐이다. 그러나 다수 족보에서는 위조 논란이 있는《김은열 묘지명》에 나오는 경순왕의 여덟 아들의 이름을 차용하여 계자 범공을 차자(次子) 김굉(또는 김황)과 동일시하고 있으며, 다른 문헌에 나오는 별자(別子) 김덕지(金德摯)를 차자로 간주한 범공과 구별하여 9남으로 적고 있다. 반면 울산 김씨 족보에서는 시조인 경순왕의 별자 김덕지를 삼국유사에 나오는 계자 범공과 동일시하고 있다. 나아가 《김은열 묘지명》에 나오는 차자 김굉(또는 김황)이 김덕지와 동일인일 수도 있다고 보고 있다. 한편 다수 족보 중 일부에서는 별자 김덕지를 전비 죽방부인 소생이 아니라 별비(別妃) 혹은 별빈(別賓) 순흥 안씨 소생으로 적고 있다.
1908년 칙명으로 간행된 증보문헌비고(增補文獻備考) 권43 549쪽 경순왕조(敬順王條)에서는 별자 덕지德摯가 울산 김씨 시조이고 계자 범공의 아들 운발(雲發)은 나주 김씨 시조라 하여 범공과 덕지가 동일인이 아님을 밝히고 있다. 또한 신라김씨연합대종원에서도 계자와 덕지는 동일인이 아니라는 입장이다.

## 야사
- 동고사(東固寺) 전설 : 전라북도 전주시 완산구 교동 소재 동고사에 신라 경순왕의 둘째 왕자가 범공이란  스님이 되어 도를 닦으며 부왕과 어머니, 마의태자 등 5인의 상을 목각으로 조성하여 이 절에 봉안했다고 한다. 그리하여 「김부대왕절」, 「진불대왕절」 이라 불렸다.[1]

## 같이 보기
- 경순왕
- 죽방부인
- 마의태자
- 김덕지

## 참고 자료
1. ↑ <<증보문헌비고>> 및 <<조선씨족통보>>에도 나주김씨 시조 김운발의 아버지는 경순왕의 계자(季子. 막내왕자)로 이름은 역사에 실명인데, 신라가 망하자 머리를 깎고 승명을 범공(梵空)이라 하고 해인사에 기거하다 생을 마감하였다고 한다. 입산 전 아들 운발을 두었는데 나주로 분적하였다(始祖雲發新羅敬順王季子史失其名羅亡後祝髮名梵空住海印寺以終 未入山前有子雲發分籍羅州)고 한다.
2. ↑ 국사편찬위원회에도 장자를 세칭 마의태자라 하고, 계자는 승명이 범공이라 한다.
3. ↑ [박성수교수의 역사 뒷이야기]